# Christian Harmat
Christian (Chris) Harmat (* 25. Dezember 1991 in Basel) ist ein professioneller Parkour-Athlet und Ninja Warrior. Er ist amtierender Gesamtweltcupsieger im Parkour und steht derzeit in der Weltrangliste des Internationalen Turnerbunds auf Platz 1 in der Kategorie Speed. Ausserdem ist Christian Harmat für seine spektakulären Auftritte beim TV-Format Ninja Warrior bekannt.

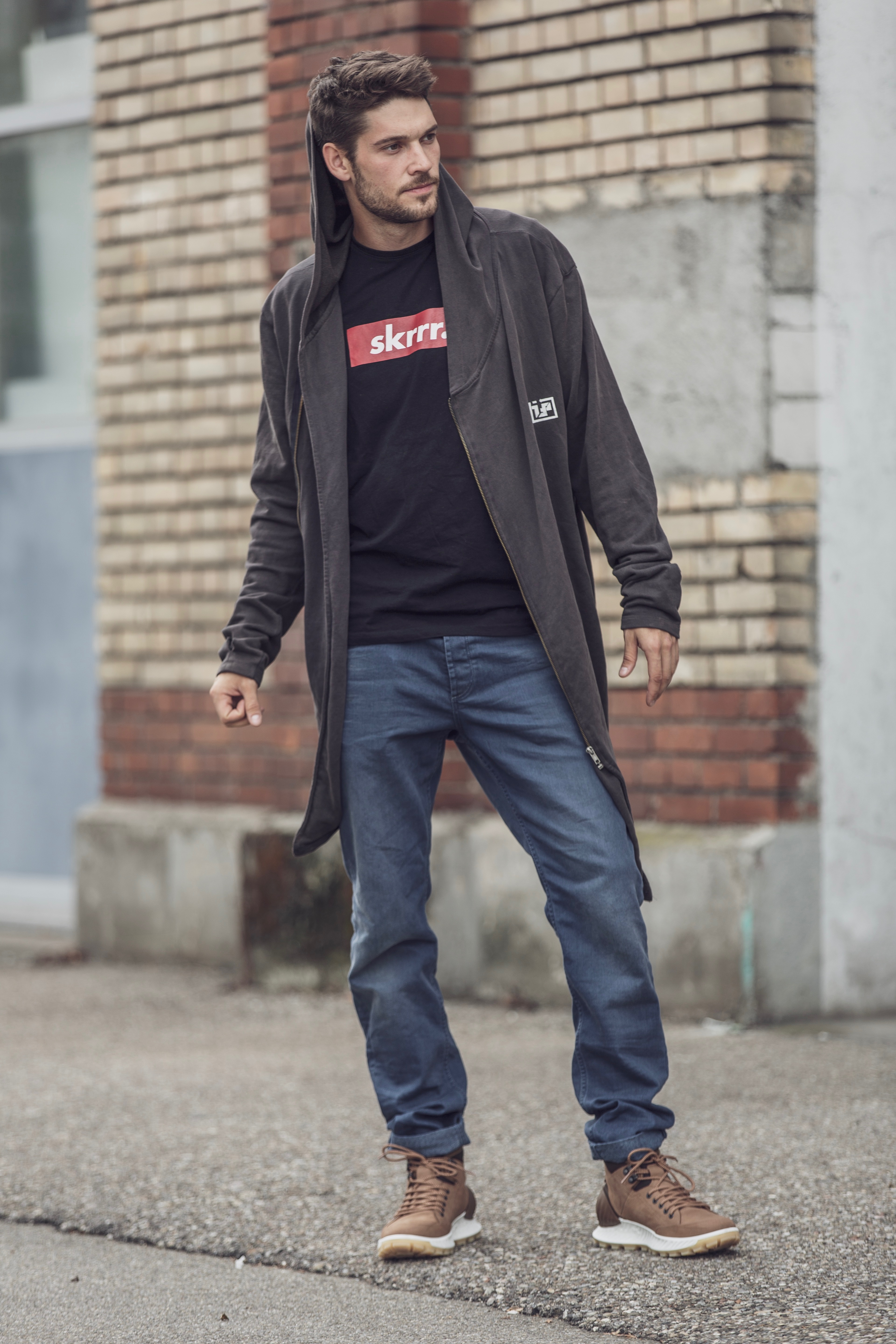
Christian Harmat

## Karriere
Der gebürtige Schweizer mit ungarischen Wurzeln ist seit 2009 professioneller Parkour-Athlet. Die Faszination für den Sport wurde bei dem damals 17-Jährigen Weltmeister durch den Film Yamakasi geweckt. Er ist Mitbegründer des Parkour-Teams World’s Parkour Family und der Parkour-Kleidermarke FLIP.United. Seit die Sportart Teil des Internationalen Turnerbundes (FIG) geworden ist, hatte Christian Harmat einige seiner grössten Erfolge, unter anderem den World Cup Sieg in Hiroshima, Japan und den anschliessenden Gesamtweltcupsieg 2019. Er gilt als einer der besten Parkour-Athleten weltweit und belegt zurzeit Platz 1 der Weltrangliste in der Kategorie Speed. Parkour wird voraussichtlich Teil der Olympischen Sommerspiele 2024. Christian Harmat wird als ein Medaillenanwärter gehandelt.
Neben seiner Parkour-Karriere hat Christian Harmat auch durch das TV-Format Ninja Warrior Bekanntheit erlangt, in dem er vor allem durch seine Schnelligkeit und waghalsigen Sprünge aufgefallen ist. 2021 wurde er in der ungarischen Ninja Warrior Show Last Man Standing.
Am 19. September 2021 eröffnete Chris mit 4 weiteren Sportlern die Trendsporthalle Overground in Basel. Die Halle bietet Training in über 10 verschiedenen Sportarten an (e.g. Parkour, Ninja Warrior, Chase Tag, Trampolin, Tricking, Kickboxen).

## Erfolge

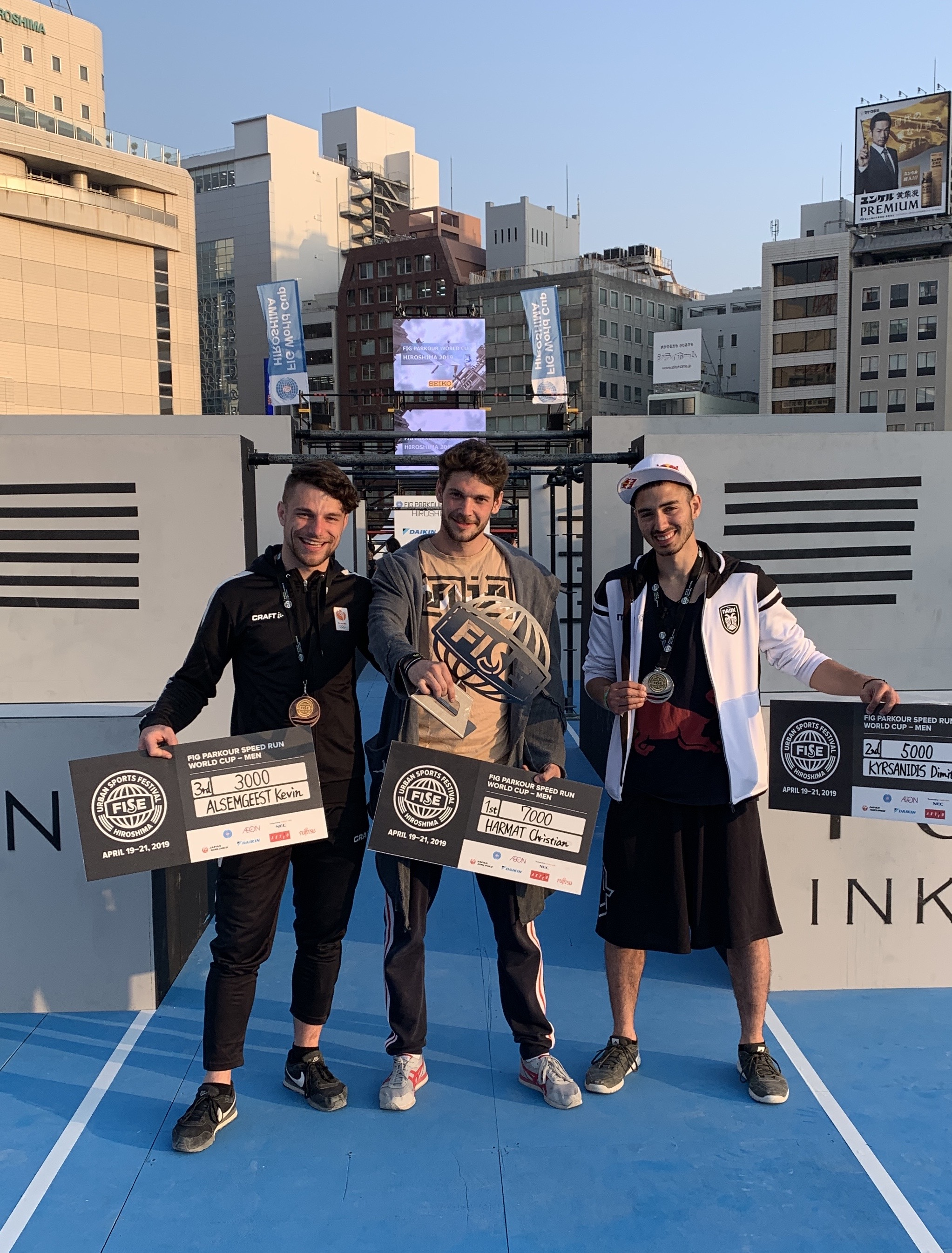
Weltcup Sieg für Christian Harmat in Hiroshima, Japan, 2019

### Parkour

#### 2009
- Weltmeister Parkour, Speed[9]

#### 2018
- 3. Platz - FIG World Cup, Speed, Hiroshima, Japan[2]
- 5. Platz - FIG World Cup, Speed, Montpellier, Frankreich[2]

#### 2019
- 1. Platz - FIG World Cup, Speed, Hiroshima, Japan[2]
- 2. Platz - FIG World Cup, Speed, Montpellier, Frankreich[2]
- 2. Platz - FIG World Cup, Speed, Chengdu, China[2]
- 6. Platz - World Urban Games, Speed, Budapest, Ungarn[2]
- Gesamt Weltcup Sieger FIG

### Ninja Warrior

#### 2017
- Halbfinale, Ninja Warrior Germany

#### 2018
- 2. Platz - Team Ninja Warrior Germany ("Team Queen of Kingz")
- Finale - Ninja Warrior Germany
- Halbfinale - Ninja Warrior Hungary

#### 2019
- 2. Platz - Team Ninja Warrior Germany ("Team Fusion")
- 2. Runde - Ninja Warrior Germany
- Finale - Ninja Warrior Switzerland

2020
- Finale - Ninja Warrior Germany

2021
- Halbfinale - Ninja Warrior Germany
- Last Man Standing - Ninja Warrior Hungary[10]
- 1. Runde - Ninja Warrior Germany Allstars

2022
- Halbfinale - Ninja Warrior Germany

## Auszeichnungen
Im Jahr 2017 wurde Christian Harmat gemeinsam mit Freund und Teamkollegen Kevin Fluri mit dem Basler Jugendpreis des Sperber-Kollegiums für ihre Spitzenleistungen als „Parkour-Athleten“ ausgezeichnet.